# Clay Regazzoni

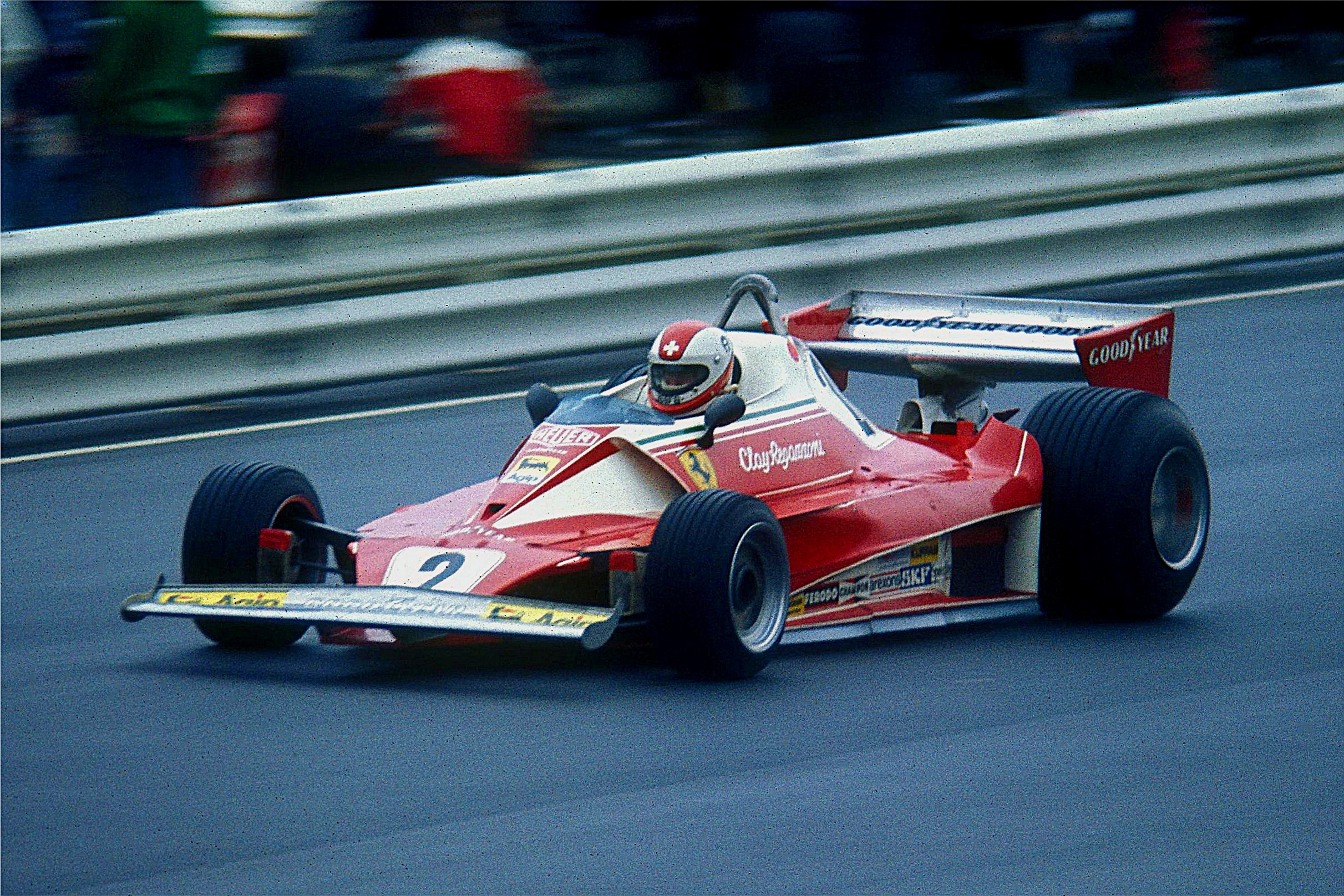
Cotxe Ferrari 312T 2 amb el qual Regazzoni va participar en diverses proves l'any 1976.

Gianclaudio Giuseppe "Clay" Regazzoni (Mendrisio, 5 de setembre de 1939 - Fontevivo, Itàlia, 15 de desembre de 2006) va ser un pilot de curses automobilístiques suís que va arribar a disputar curses de Fórmula 1.
Va néixer el 5 de setembre del 1939 a Mendrisio, Suïssa i va morir en accident de trànsit prop de Parma, Itàlia el 15 de desembre del 2006.
Disputant el Gran Premi de l'oest dels Estats Units del 1980 va patir un greu accident que el va deixar paralitzat de cintura cap avall, havent de retirar-se de la F1, encara que va seguir disputant curses amb vehicles preparats per la conducció de minusvàlids, participant entre altres al ral·li París Dakar.

## A la F1
Clay Regazzoni va debutar a la cinquena cursa de la temporada 1970 (la 21a temporada de la història) del campionat del món de la Fórmula 1, disputant el 21 de juny del 1970 el GP dels Països Baixos al circuit de Zandvoort.
Va participar en un total de cent trenta-nou curses puntuables pel campionat de la F1, disputades en onze temporades consecutives (1970 - 1980) aconseguint cinc victòries (28 podis) i assolí un total de dos-cents dotze punts pel campionat del món de pilots.

## Resultats a la Fórmula 1
| Any  | Equip                     | Xassís   | Motor    | 1      | 2       | 3       | 4          | 5       | 6       | 7       | 8       | 9       | 10      | 11      | 12      | 13      | 14      | 15      | 16      | 17      | Posició | Punts   |
| ---- | ------------------------- | -------- | -------- | ------ | ------- | ------- | ---------- | ------- | ------- | ------- | ------- | ------- | ------- | ------- | ------- | ------- | ------- | ------- | ------- | ------- | ------- | ------- |
| 1970 | Scuderia Ferrari SpA      | Ferrari  | Ferrari  | SUD    | ESP     | MON     | BEL        | HOL 4   | FRA     | GBR 4   | ALE Ret | AUT 2   | ITA 1   | CAN 2   | USA 13  | MEX 2   |         |         |         |         | 3r      | 33      |
| 1971 | Scuderia Ferrari SpA      | Ferrari  | Ferrari  | SUD 3  | ESP Ret |         |            |         |         |         |         |         |         |         |         |         |         |         |         |         | 7è      | 13      |
| 1971 | Scuderia Ferrari SpA      | Ferrari  | Ferrari  |        |         | MON Ret | HOL 3      | FRA Ret | GBR Ret | ALE 3   | AUT Ret | ITA Ret | CAN Ret | USA 6   |         |         |         |         |         |         | 7è      | 13      |
| 1972 | Scuderia Ferrari SpA      | Ferrari  | Ferrari  | ARG 4  | SUD 12  | ESP 3   | MON Ret    | HOL Ret | FRA     | GBR     | ALE 2   | AUT Ret | ITA Ret | CAN 5   | USA 8   |         |         |         |         |         | 7è      | 15      |
| 1973 | Marlboro BRM              | BRM      | BRM      | ARG 7  | BRA 6   | SUD Ret |            |         |         |         |         |         |         |         |         |         |         |         |         |         | 17è     | 2       |
| 1973 | Marlboro BRM              | BRM      | BRM      |        |         |         | ESP 9      | BEL 10  | MON Ret | SUE 9   | FRA 12  | GBR 7   | HOL 8   | ALE Ret | AUT 6   | ITA Ret | CAN     | USA 8   |         |         | 17è     | 2       |
| 1974 | Scuderia Ferrari SpA      | Ferrari  | Ferrari  | ARG 3  | BRA 2   | SUD Ret | ESP 2      | BEL 4   | MON 4   | SUE Ret | HOL> 2  | FRA 3   | GBR 4   | ALE 1   | AUT 5   | ITA Ret | CAN 2   | USA 11  |         |         | 2n      | 52      |
| 1975 | Scuderia Ferrari SpA      | Ferrari  | Ferrari  | ARG 4  | BRA 4   |         |            |         |         |         |         |         |         |         |         |         |         |         |         |         | 5è      | 25      |
| 1975 | Scuderia Ferrari SpA      | Ferrari  | Ferrari  |        |         | SUD 16  | ESP NC     | MON Ret | BEL 5   | SUE 3   | HOL 3   | FRA Ret | GBR 13  | ALE Ret | AUT 7   | ITA 1   | USA Ret |         |         |         | 5è      | 25      |
| 1976 | Scuderia Ferrari SpA      | Ferrari  | Ferrari  | BRA 7  | SUD Ret | O.USA 1 |            |         |         |         |         |         |         |         |         |         |         |         |         |         | 5è      | 31      |
| 1976 | Scuderia Ferrari SpA      | Ferrari  | Ferrari  |        |         |         | ESP 11     | BEL 2   | MON 14  | SUE 6   | FRA Ret | GBR Ret | ALE 9   | AUT     | HOL 2   | ITA 2   | CAN 6   | USA 7   | JAP 5   |         | 5è      | 31      |
| 1977 | Team Tissot Ensign        | Ensign   | Cosworth | ARG 6  | BRA Ret | SUD 9   | O.USA Ret  | ESP Ret | MON DNQ | BEL Ret | SUE 7   | FRA 7   | GBR DNQ | ALE Ret | AUT Ret | HOL Ret | ITA 5   | USA 5   | CAN Ret | JAP Ret | 17è     | 5       |
| 1978 | Shadow Racing Team        | Shadow   | Cosworth | ARG 15 | BRA 5   | SUD DNQ | O.USA 10   |         |         |         |         |         |         |         |         |         |         |         |         |         | 16è     | 4       |
| 1978 | Shadow Racing Team        | Shadow   | Cosworth |        |         |         |            | MON DNQ | BEL Ret | ESP 15  | SUE 5   | FRA Ret | GBR Ret | ALE DNQ | AUT NC  | HOL DNQ | ITA NC  | USA 14  | CAN DNQ |         | 16è     | 4       |
| 1979 | Albilad-Saudi Racing Team | Williams | Cosworth | ARG 10 | BRA 15  | SUD 9   | O.USA Ret  |         |         |         |         |         |         |         |         |         |         |         |         |         | 5è      | 29 (32) |
| 1979 | Albilad-Saudi Racing Team | Williams | Cosworth |        |         |         |            | ESP Ret | BEL Ret | MON 2   | FRA 6   | GBR 1   | ALE 2   | AUT 5   | HOL Ret | ITA 3   | CAN 3   | USA Ret |         |         | 5è      | 29 (32) |
| 1980 | Unipart Racing Team       | Ensign   | Cosworth | ARG NC | BRA Ret | SUD 9   | O.USA ACC. | BEL     | MON     | FRA     | GBR     | ALE     | AUT     | HOL     | ITA     | CAN     | USA     |         |         |         | -       | 0       |

### Resum
| Curses: | Victòries: | Pòdiums: | Poles: | Voltes ràpides: | Punts: |
| ------- | ---------- | -------- | ------ | --------------- | ------ |
| 139     | 5          | 28       | 5      | 15              | 212    |